# Kathedrale von Campeche

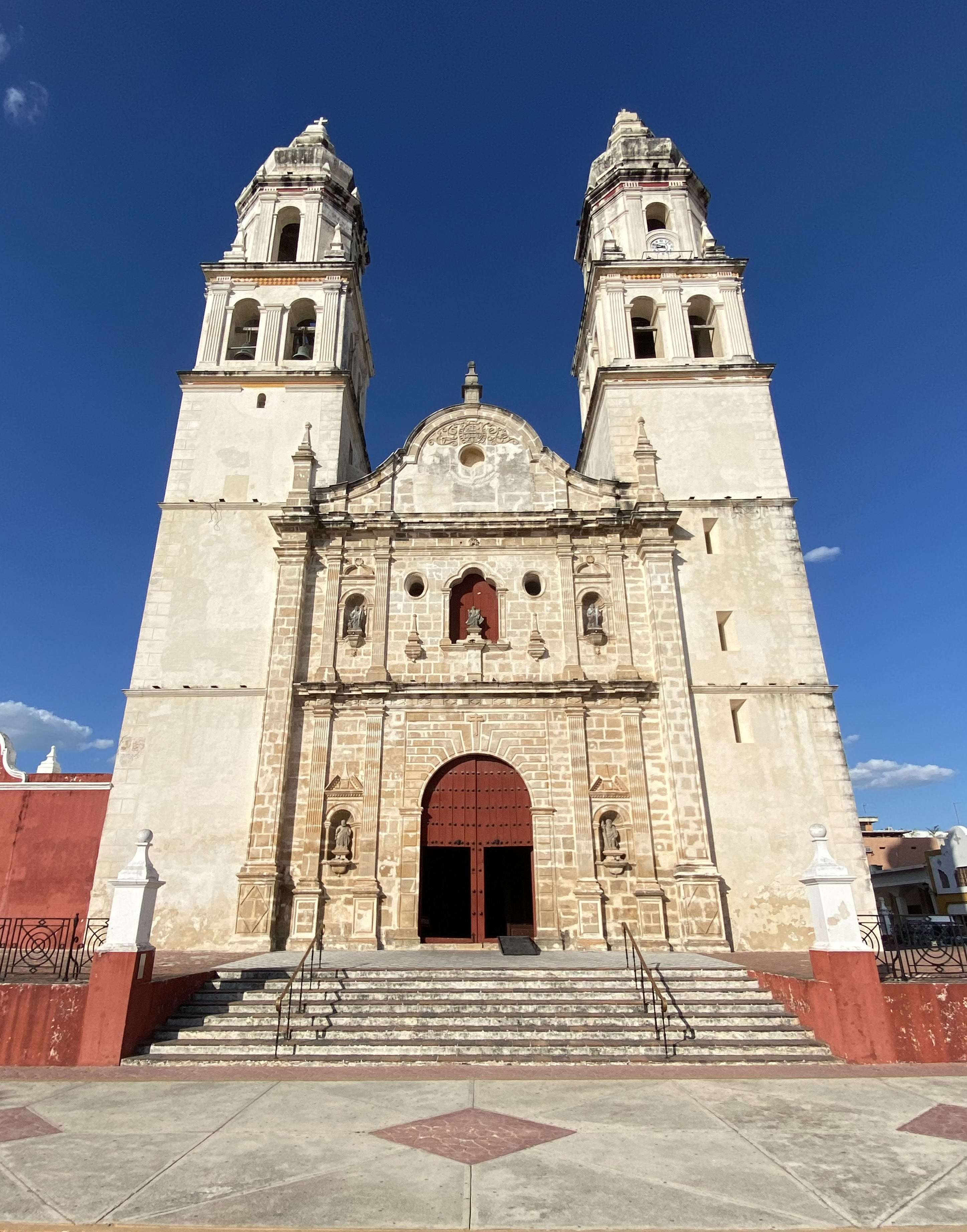
Kathedrale von Campeche

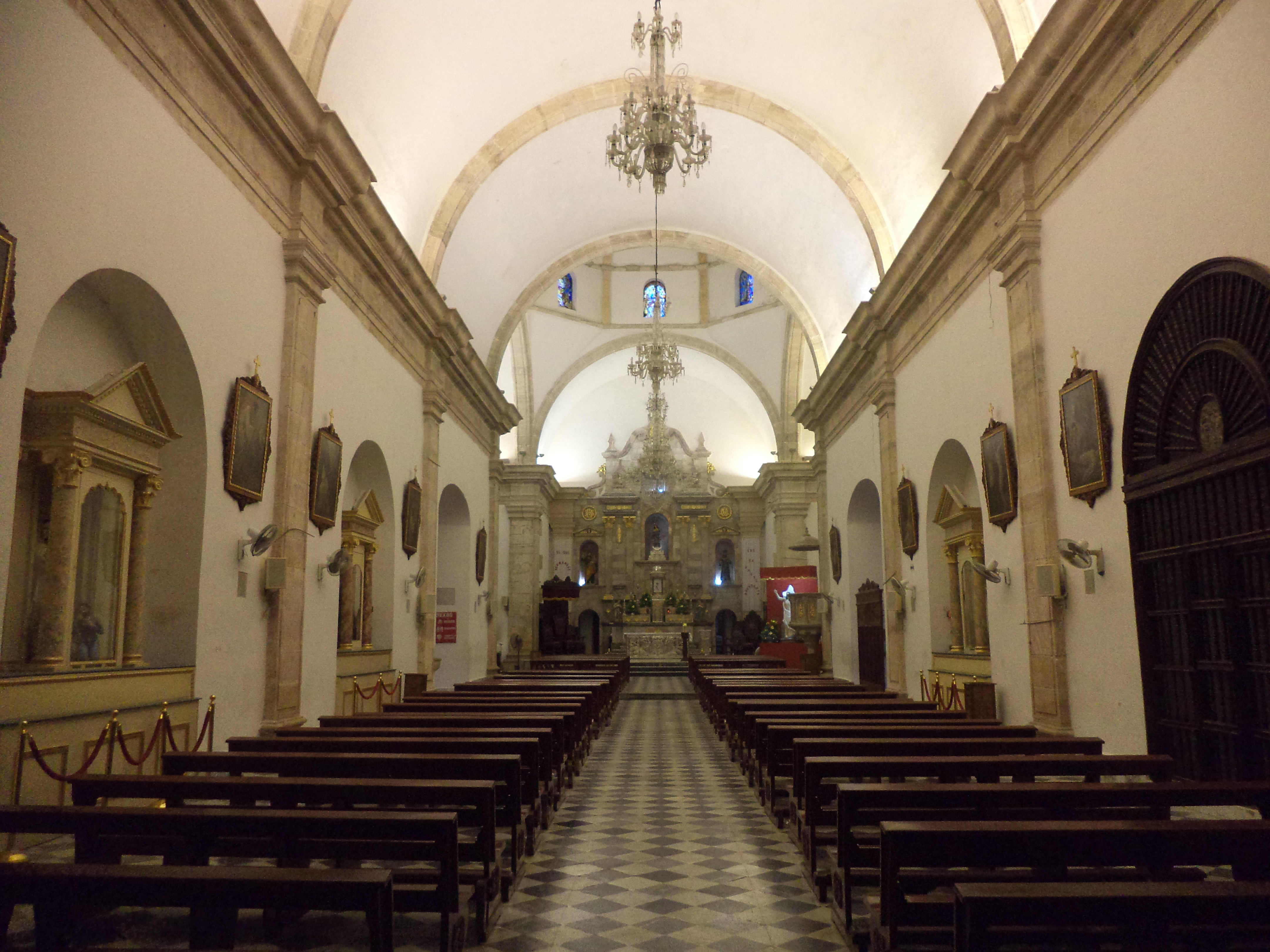
Kirchenschiff

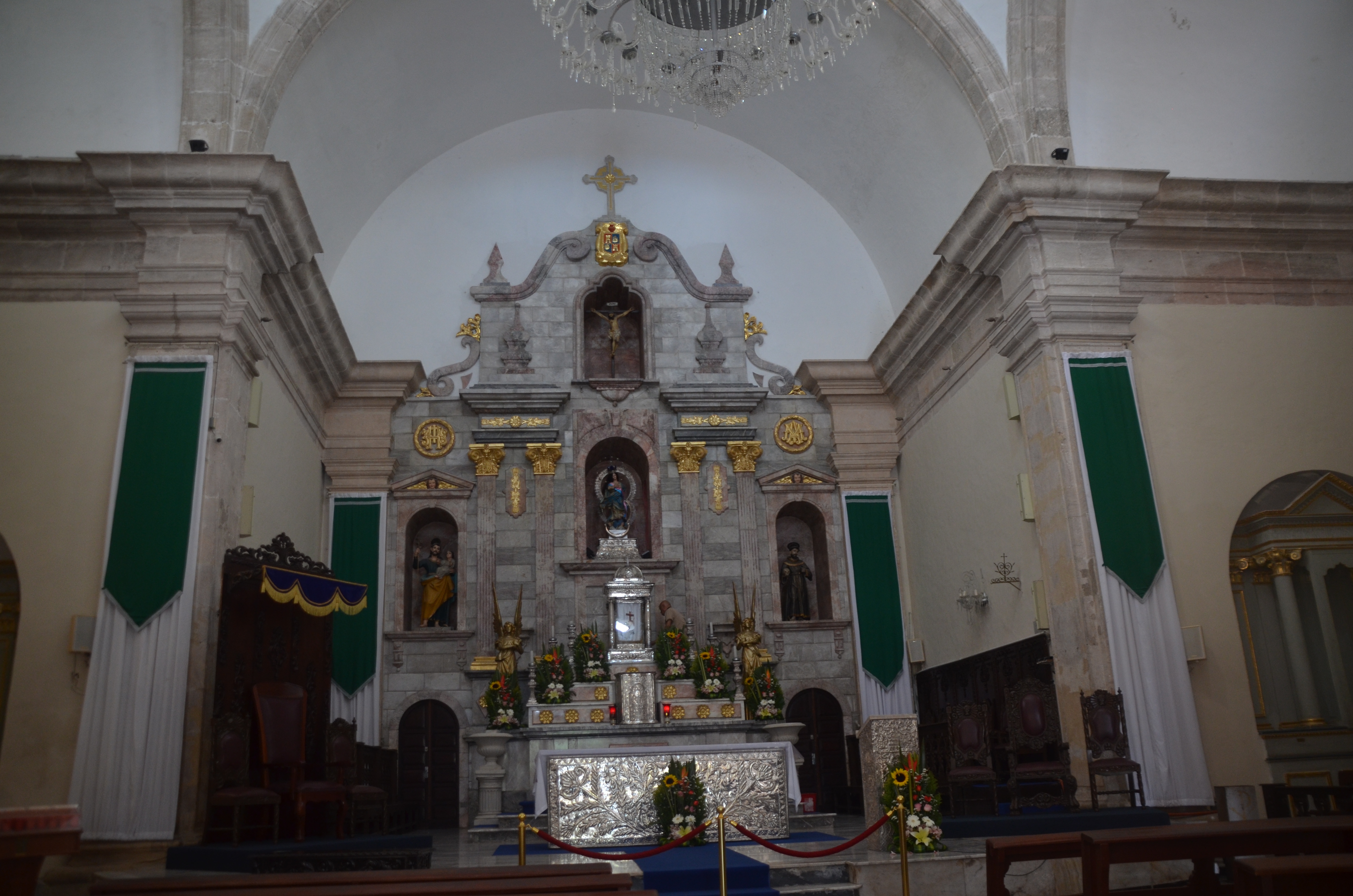
Altarrückwand und silbernes Antependium

Die Kathedrale von Campeche (spanisch Catedral de Nuestra Señora de la Purísima Concepción) ist der Unbefleckten Empfängnis Mariens gewidmet; sie ist der Sitz des im Jahr 1895 von Papst Leo XIII. gegründeten Bistums der Hafenstadt Campeche an der Westküste der Halbinsel Yucatán im Osten Mexikos. Nach der Kathedrale von Mérida ist sie die zweitwichtigste Bischofskirche der Halbinsel. Als Teil der „Historischen Befestigten Stadt Campeche“ gehört sie seit dem Jahr 1999 zum UNESCO-Weltkulturerbe.

## Lage
Die ungefähr 10 m hoch gelegene Kathedrale ist nur etwa 300 m (Fußweg) von der Küste des Golfs von Mexiko entfernt.

## Geschichte
Die Halbinsel Yucatán wurde nicht von Hernán Cortés erobert, sondern erlebte in den Jahren 1526 bis 1535 eine gesonderte Conquista durch Francisco de Montejo d. Ä. und seinen gleichnamigen Sohn, der im Jahr 1540 die Stadt Campeche gründete und eine erste Kirche erbauen ließ. Vom 16. bis 18. Jahrhundert erlebte die Hafenstadt einen wirtschaftlichen Aufschwung als Zwischenstation und Sammelpunkt der spanischen Silberflotte vor bzw. nach ihrer Karibik- bzw. Atlantiküberquerung. Die heutige Großkirche entstand in den Jahren 1650 bis 1760; wobei die zum Teil ungewöhnliche Konstruktion der Glockentürme dem 19. Jahrhundert angehört.

## Architektur
Die Kirche steht auf einem Fundamentsockel und ist nur über eine etwa 10-stufige Treppe zu erreichen. Der aus weitgehend exakt behauenen Werksteinen errichtete Mittelteil der Fassade ist durch Pilaster gegliedert, zwischen denen sich Wandnischen mit Figuren befinden. Der geschwungene Giebel ist der einzige architektonische Hinweis auf die Barockzeit. Die beiden seitlichen Türme sind aus nur wenig behauenen und deshalb verputzten Bruchsteinen errichtet; die Ecken sind durch Ecksteine stabilisiert. In der Kolonialarchitektur eher ungewöhnlich sind die Zwiebelhauben mit abschließenden Laternen.
Das Langhaus der Kirche ist einschiffig; die Außenwände sind durch Pilaster gegliedert, über denen die Gurtbögen eines Tonnengewölbes ansetzen. Unmittelbar vor dem leicht erhöhten Chorbereich verläuft ein Querschiff mit einer auf einem durchfensterten Tambour ruhenden Kuppel oberhalb der Vierung.

## Ausstattung
Die mit Altären bestückten Außenwände sind mit einem im 18. oder 19. Jahrhundert gefertigten Bilderzyklus (Kreuzweg) versehen. Höhepunkte sind jedoch das silberne Antependium und die steinerne Altarrückwand.